# Klimptjärnen (Färila socken, Hälsingland)
Klimptjärnen är en sjö i Ljusdals kommun i Hälsingland och ingår i Ljusnans huvudavrinningsområde.